# Joe Davies
Joseph Davies (ur. 1866, zm. ?) – walijski piłkarz, który występował na pozycji pomocnika.
W przeciągu swojej kariery piłkarskiej grał dla takich klubów jak Chirk, Everton, Ardwick, Sheffield United, Manchester City, Millwall Athletic, Reading. W reprezentacji Walii zadebiutował 15 kwietnia 1889 w meczu przeciwko reprezentacji Szkocji. W sumie w barwach narodowych wystąpił 11 razy.